# 世界迷你高爾夫球總會
世界迷你高爾夫球總會（World minigolf sport federation，WMF）是一個專門管轄國際迷你高爾夫球事務的組織。目前，該組有46個成員國加盟，旗下的主要比賽世界錦標賽和世界青年錦標賽。它的總部設在荷蘭格羅寧根。

## 外部連結
- 官方網站 （页面存档备份，存于）